# Philodendron dressleri
Philodendron dressleri är en kallaväxtart som beskrevs av George Sydney Bunting. Philodendron dressleri ingår i släktet Philodendron och familjen kallaväxter. Inga underarter finns listade.